# Serranillos
Serranillos község Spanyolországban, Ávila tartományban. Serranillos Navalosa, Navarrevisca, Mijares, San Esteban del Valle, Pedro Bernardo és Gavilanes községekkel határos. Lakosainak száma 252 fő (2024).

## Népesség
A település népessége az utóbbi években az alábbiak szerint változott:
| Lakosok száma | 413  | 366  | 327  | 297  | 282  | 272  | 250  | 247  | 245  | 252  |
|               | 2001 | 2004 | 2006 | 2009 | 2011 | 2014 | 2016 | 2019 | 2021 | 2024 |